# Rekordåren

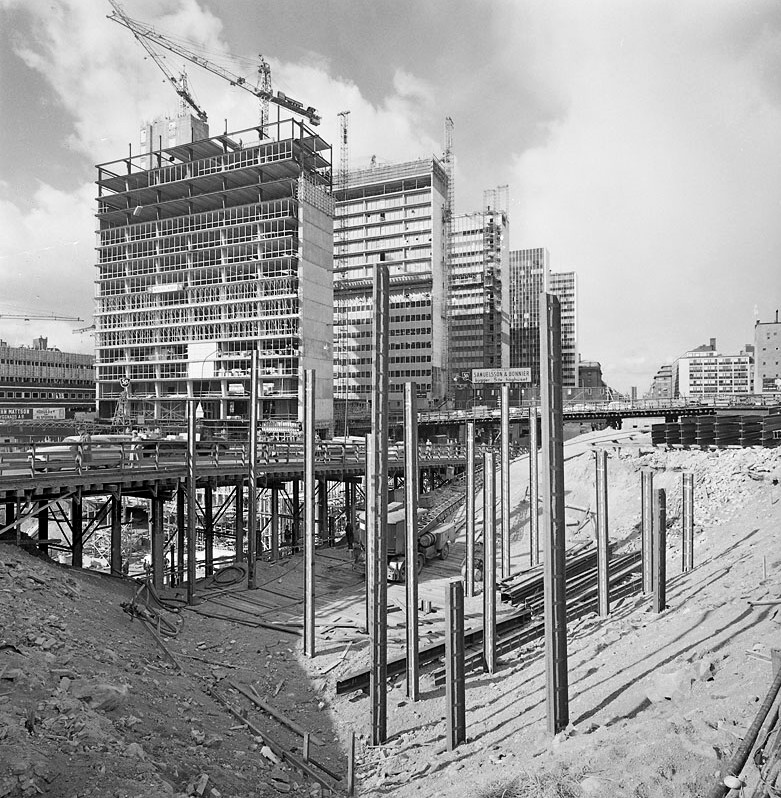
Centrala Stockholm under Normalmsregleringen 1963.

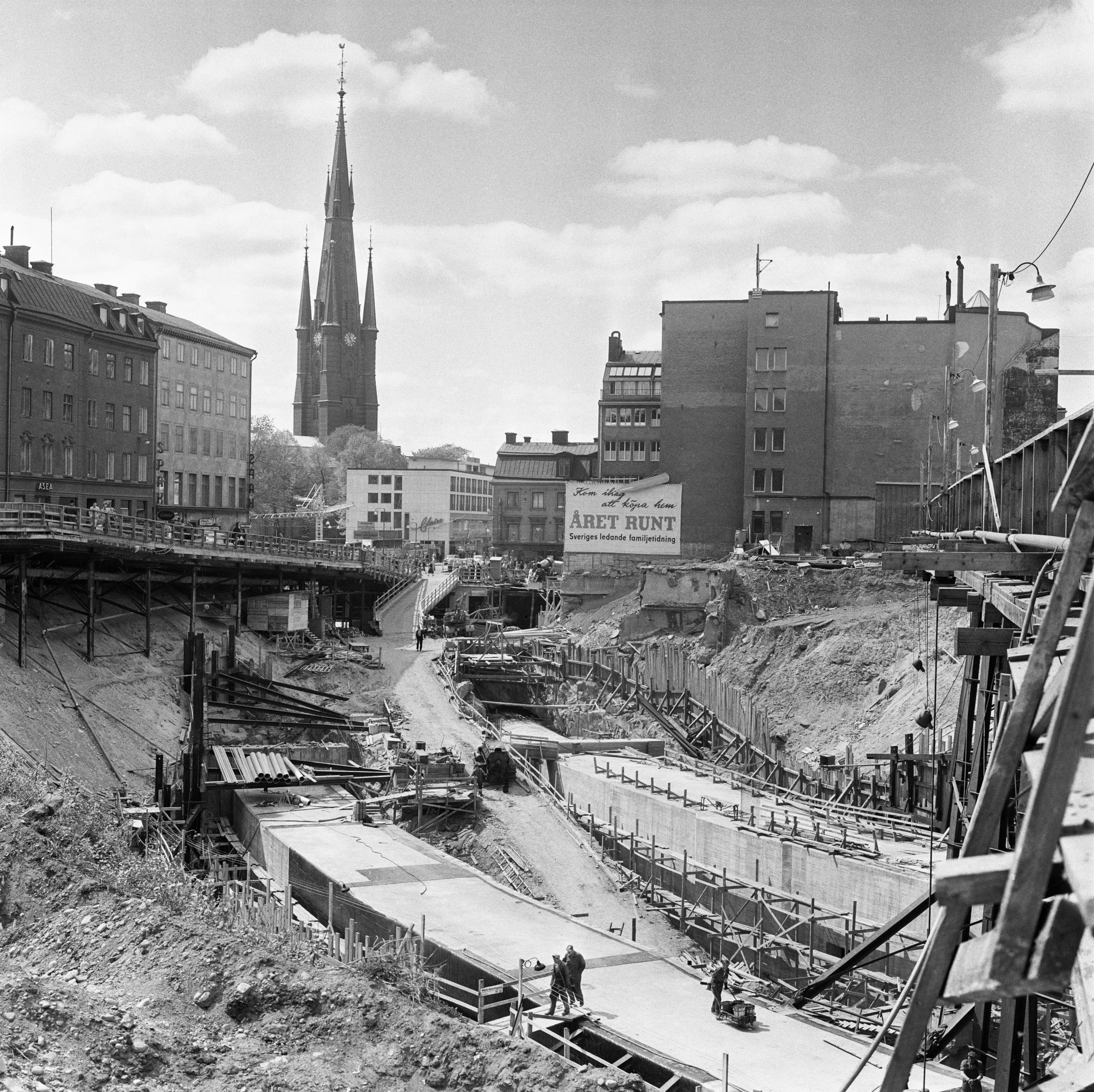
Byggandet av Stockholms tunnelbana 1957.

Rekordåren betecknar de i Sverige ekonomiskt framgångsrika åren efter andra världskriget, fram till strukturkrisen känd som "oljekrisen" ca 1973–74. Ursprungligen var rekordåren en samhällskritisk benämning på åren kring 1968-70.
Under rekordåren förverkligades många idéer kring folkhemmet och välfärdsstaten som kommit fram under 1920- och 1930-talen. Den ständiga tillväxten gav utrymme för en rad sociala reformer och höjning av levnadsstandarden. Rekordåren har i flera avseenden kommit att få något mycket positivt över sig, att liknas vid bilden hos många av 1950-talet i USA eller den gängse bilden av Wirtschaftswunder i det dåvarande Västtyskland. Tiden präglades av stabil tillväxt, d.v.s. inga större ekonomiska kriser och jämn inflation. Tillväxten var stark i hela Europa, särskilt stark i Västtyskland. Också Japan karakteriserades av mycket stark tillväxt under den här perioden. Inkomstnivåerna i industriländerna kom under den här perioden att närma sig varandra — de konvergerade. Vilket för Sveriges del faktiskt betydde att det ekonomiska försprånget (som man byggt upp under mellankrigstiden och världskrigen) i realiteten minskade till de andra industrinationerna under perioden 1950–1975.
Skälen till den kraftiga tillväxten är flera. Olika forskare räknar upp olika faktorer, bland annat följande:
- Nya institutioner: Världens institutionella lösningar efter andra världskriget innebar att handeln blev friare än vad de varit under den protektionistiska mellankrigstiden. Redan 1944 hade de västliga länderna haft en konferens i Bretton Woods i USA, vilket mynnade ut i två internationella institutioner som kom att få stor betydelse för världsekonomin; Internationella valutafonden och Världsbanken. Sverige anslöt sig dock inte förrän 1950 då man ansåg att Sveriges neutralitet under kriget kunde ifrågasättas.[3] Andra betydelsefulla avtal under den här tiden var: Marshallplanen, EFTA och GATT. Vid Romfördraget 1957 lades också grunden för Europeiska Ekonomiska Gemenskapen som blev Europeiska gemenskapen (EG) 1993.
- Det teknologiska gapet: Efter andra världskriget var det teknologiska gapet till USA enormt. Produktivitetsnivåerna i USA saknade motstycke och var vid den här tiden dubbelt så hög som nästföljande länder (däribland Sverige). Detta skapade stora möjligheter nu när protektionismens tid var över för de övriga industrialiserade nationerna att ta efter USA i till exempel produktionstekniker med mera.[4]
- Utbudet av produktionsresurser: Det fanns vid den här tiden ett mycket stort utbud av produktionsfaktorerna arbetskraft och kapital i Sverige, och framförallt kapital då svensk industri inte drabbats av andra världskriget. Arbetskraften kom i betydande omfattning att importeras till Sverige i arbetskraftsinvandring, främst från övriga nordiska länder, men också genom att kvinnor i betydligt högre grad började arbeta.[5][6]
- Oavbruten tillväxt: den omgivande världsekonomin växte under trettio år utan allvarliga kriser före oljekrisen 1973.[7]
- Stabil valuta: kronan knöts år 1951 till dollarn med fast växelkurs. Samtidigt rådde valutareglering och det var förbjudet att föra ut större summor pengar ur landet utan Riksbankens tillstånd.[7]
- Kontrollerade löner: centrala avtal kunde hålla nere löneglidning tack vare den svenska modellen, "saltsjöbadsandan".[7]
- Stabil politik: en obruten linje av socialdemokratiska regeringar från 1932 till 1976.[7]
- Billig energi: med billig olja och elektricitet kunde den el- och oljekrävande svenska industrin växa obehindrat, en utveckling som bromsades upp först vid oljekrisen 1973.[7]
- Balanserad budget: en statlig ekonomisk politik som noga vägde utgifter mot inkomster, orkestrerad av Ernst Wigforss och Gunnar Sträng.[7]
- Starka industrier: en svensk export som dominerades av verkstadsindustrin, speciellt varven fram till varvskrisen 1969 och mekaniska industrier som exempelvis Facit AB som kunde växa tills de mötte internationell konkurrens och gick under i början av 1970-talet.[7]

Det dock inte ovanligt att i till exempel bostadspolitiska sammanhang associera rekordåren med en senare och mer snäv tidsperiod, karakteriserad av intensiv och inte sällan hårt kritiserad byggnationsverksamhet, delvis under det så kallade miljonprogrammet.